# Ель-Джуф

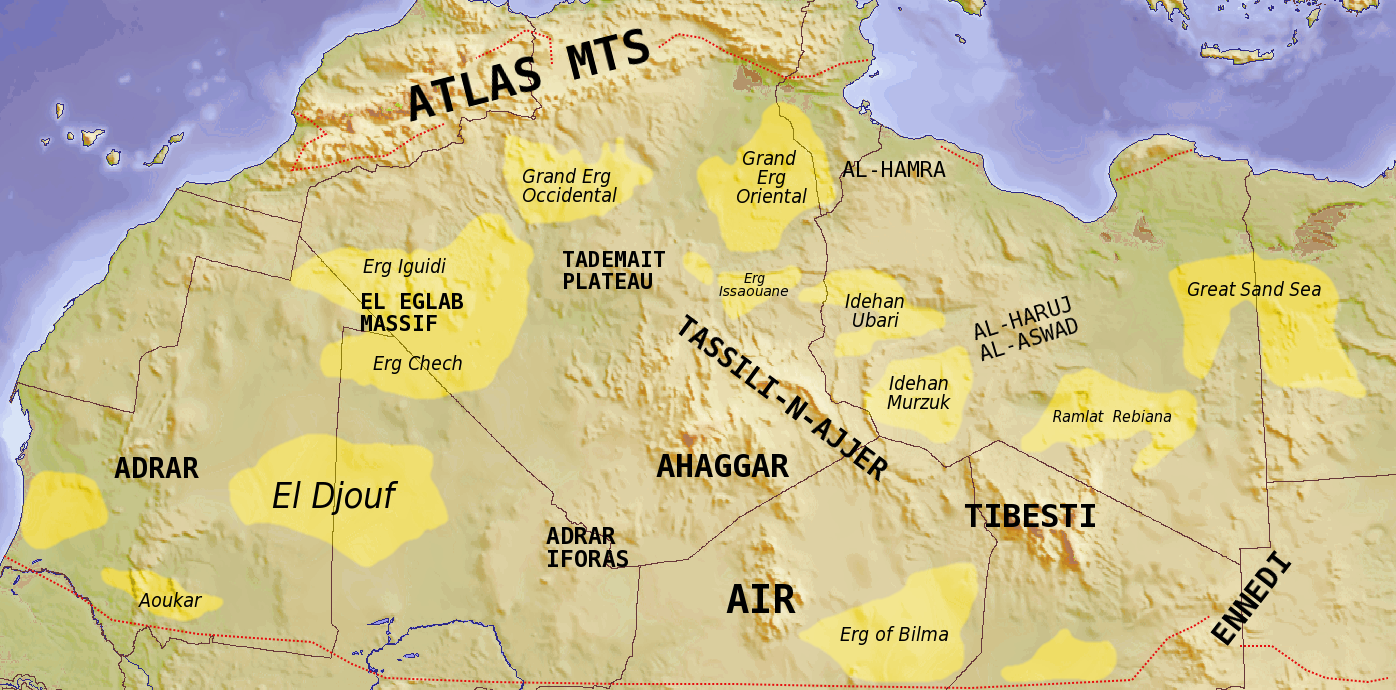
Топографічна карта Сахари

Ель-Джуф (англ. El Djouf) — посушливий найнижчий регіон на заході Сахари, знаходиться на північному сході Мавританії та північному заході Малі.
Місцевість переважно безлюдна, характеризується пустельним кліматом з високими денними температурами та відсутністю опадів.
Займає територію площею 50-60 000 км².
В північній частині Ель-Джуфа, біля селища Тауденні знаходяться великі поклади солі.
Ель-Джуф є типовим африканського типу неглибоким осадовим басейном, розділеним бриловими горами, плато і гірськими хребтами, де еродовані уламки з більш високих поверхонь, відкладаються в осадовому басейні.